# 巴士總站

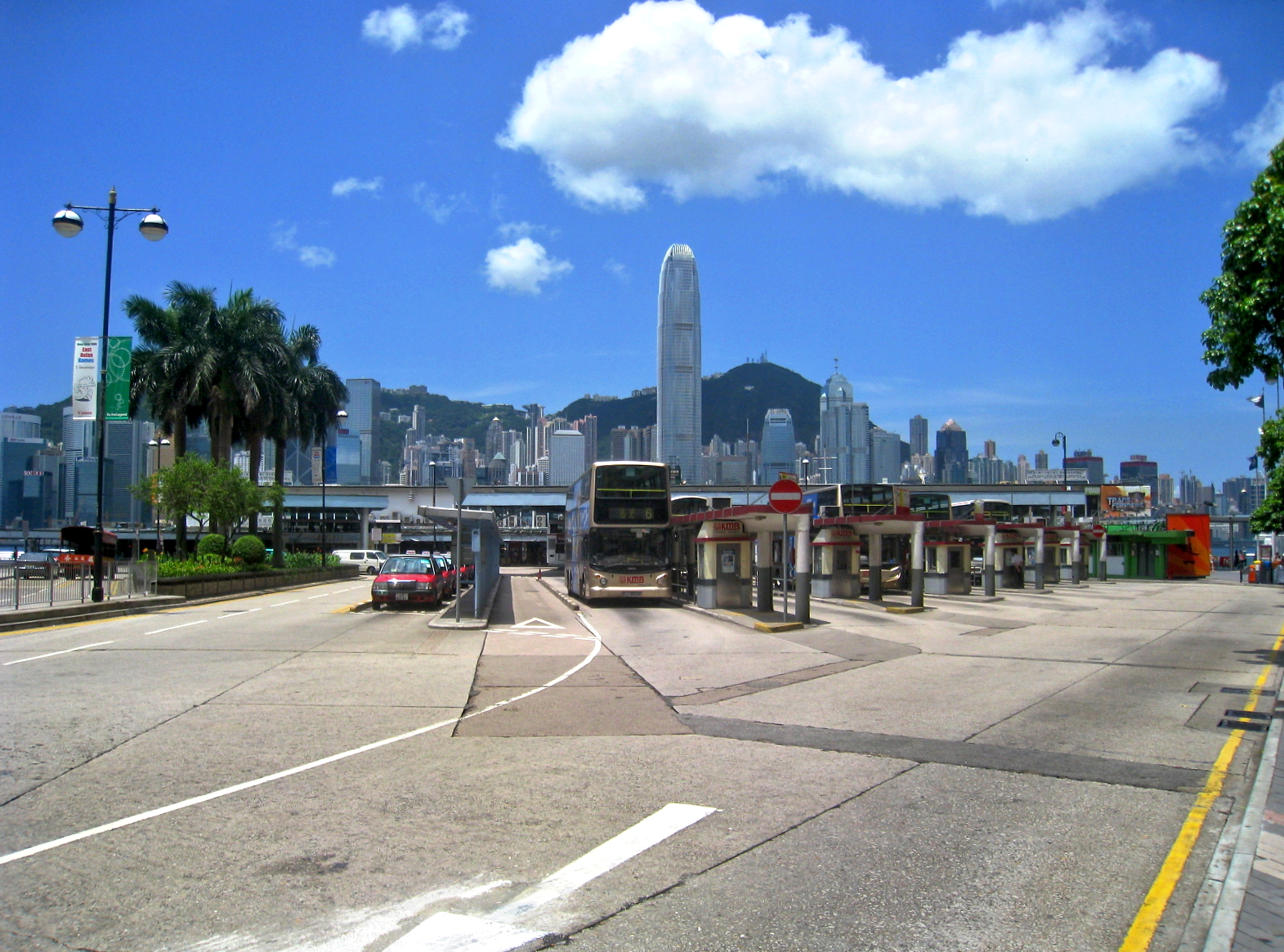
位於香港尖沙咀天星碼頭公共運輸交匯處

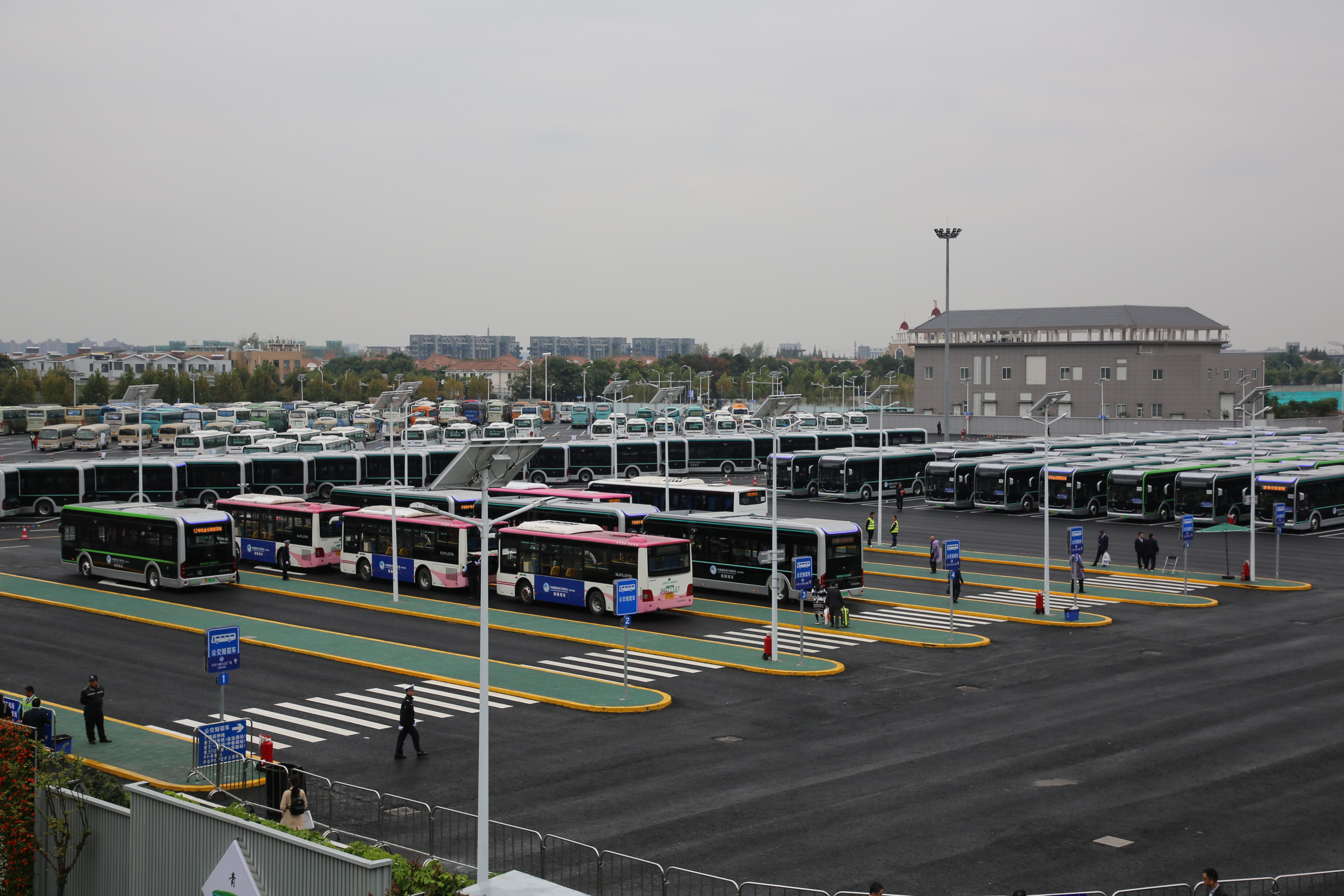
上海国家会展中心公交场站

公交總站（英語：Bus terminus），也称公交枢纽站、公交首末站、公交場站等，是一處專供有常態行駛路線的巴士或客車做為起點站或終點站的設施。相較於一般的巴士站，巴士總站會設於人流較多的地方，如市中心、碼頭、市集、火車站或屋邨等等，以吸引乘客；在大眾運輸發達的城市或聚落，巴士總站多與商場、旅館、鐵路車站或機場等公共設施結合，以發揮更大的服務效能。